# مسجد بیت‌المکرم
مسجد بیت‌المکرم (بنگالی: বায়তুল মোকাররম؛) یک مسجد اسلامی واقع در داکا، پایتخت بنگلادش می‌باشد. ساخت و ساز این ساختمان در سال ۱۹۶۸ به پایان رسید. این بنا به سبک معماری اسلامی طراحی شده‌است. این مسجد گنجایش ۳۰٬۰۰۰ نفر را دارد و این مسجد را دهمین مسجد بزرگ جهان می‌دانند. با این حال، مسجد از ازدحام دائمی به‌ویژه در طی ماه رمضان رنج می‌برد. در نتیجه، دولت بنگلادش با گسترش آن، ظرفیت این مسجد را حداقل به ۴۰٬۰۰۰ نفر افزایش داده‌است.

## معماری
این مسجد چندین ویژگی معماری مدرن دارد، در حالی که همزمان اصول سنتی معماری مغول را حفظ کرده که برای مدتی در شبه‌قاره هند رایج بوده‌است. شکل بزرگ مکعبی آن مشابه مکه مدل‌سازی شده‌است که آن را به یک ساختار قابل‌توجه برخلاف هر مسجد دیگری در بنگلادش تبدیل کرد.

## طراحی بیرونی

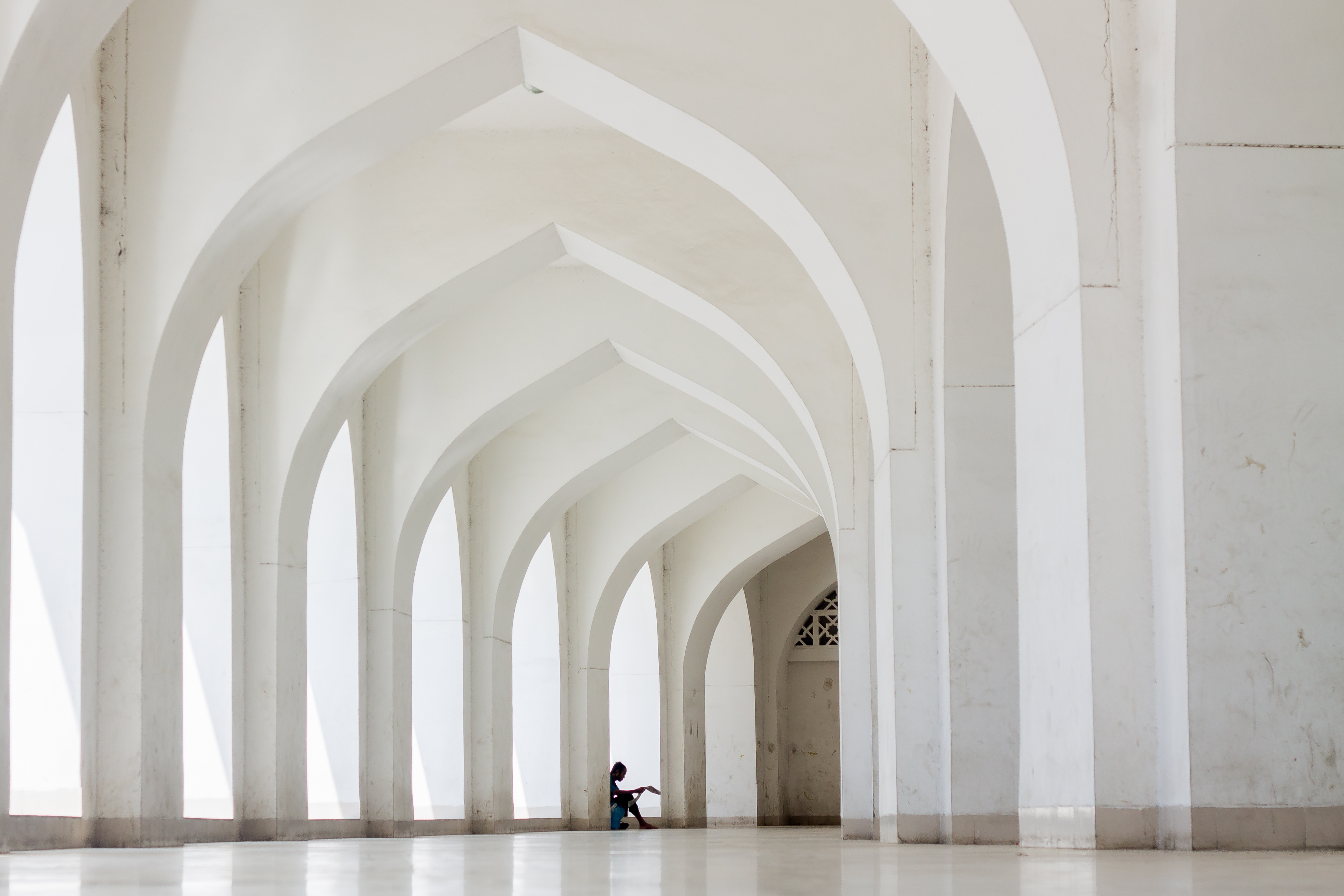
راهروی مسجد

طراحی مسجد در سطح بسیار بالایی قرار دارد. ساختمان مسجد ملی بیت‌المکرم هشت طبقه و ۹۹ فوت ارتفاع از سطح زمین است. براساس طرح اصلی، ورودی اصلی مسجد در سمت شرقی قرار داشت. در شرق ۲۹٬۰۰۰ متر مربع با مکان وضو در کناره‌های جنوبی و شمالی آن است. وقتی ساخت بیت‌المکرم آغاز شد، محل وضو قسمت مهمی را دربر گرفت. عدم وجود یک گنبد بر روی ساختمان اصلی با ورودی گنبد سطحی، یکی در جنوب و دیگری در شمال جبران می‌شود. ارتفاع این ایوان‌ها از سه طاق‌های قوسی به ارتفاع چهار فوتی تشکیل شده‌اند که وسط آن بزرگ‌تر از بقیه است.

## تاریخچه

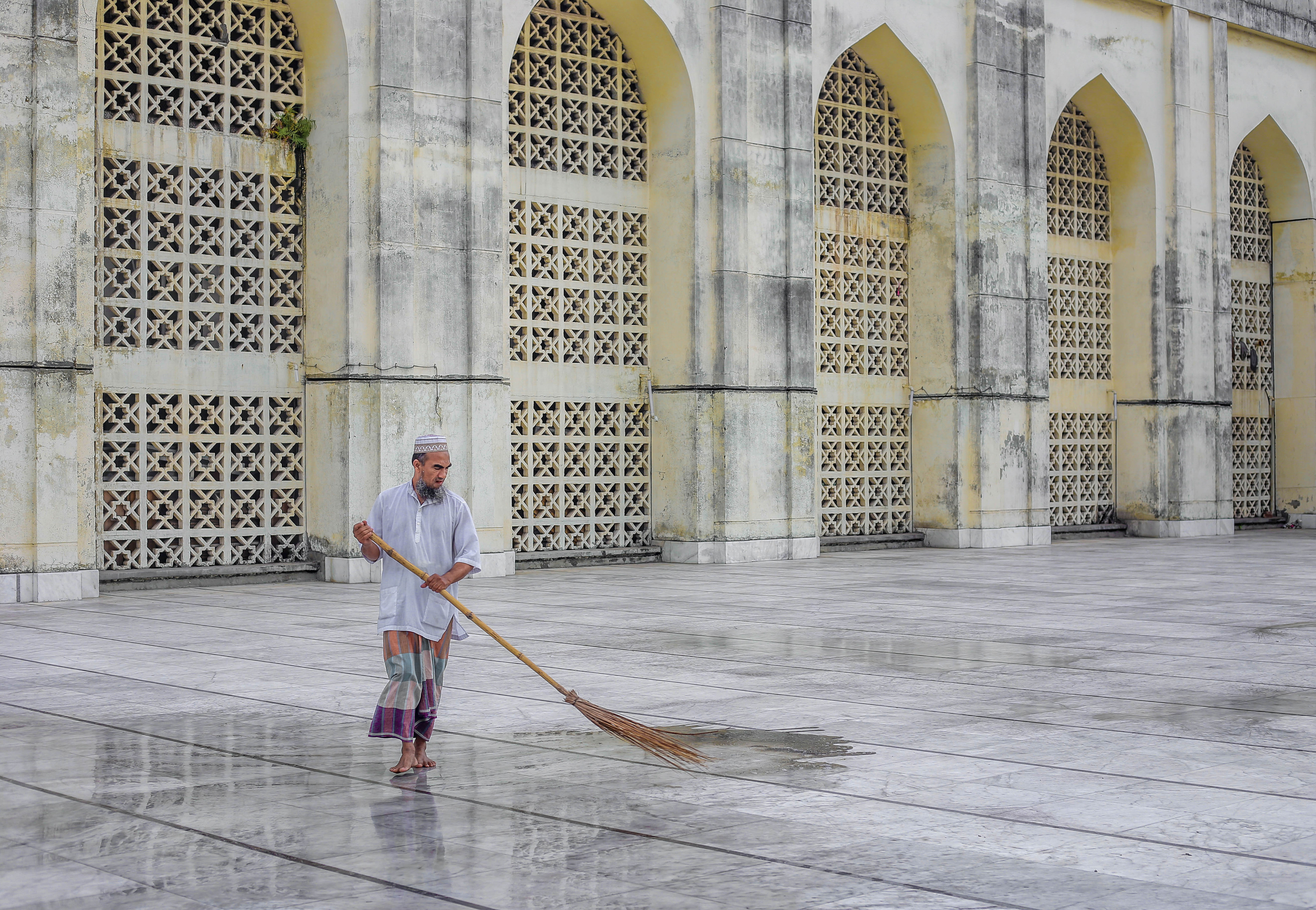
نگاره‌ای از فراش مسجد بیت‌المکرم، در حین آب و جارو کردن محوطه مسجد.

مجتمع مسجد توسط معمار، عبدالحسین ام ثریانی طراحی شده‌است. در سال ۱۹۵۹، مالک آن، حاج عبدالطیف باوانی به سرلشکر عمرو خان، رئیس نظامی شرق پاکستان، پیشنهاد کرد که مسجد بزرگی در داکا بسازد. عمرو خان موافقت کرد که به ساخت چنین مسجدی کمک کند. در همان سال، کمیته مسجد بیت‌المکرم تأسیس شد و ۸٫۳۰ هکتار زمین بین داکا جدید و داکا قدیم انتخاب شد. در آن زمان، یک حوضچه بزرگ در محل مسجد وجود داشت. آنجا به عنوان پارک پالتان شناخته می‌شد. استخر پر شد و در ۲۷ ژانویه ۱۹۶۰ رئیس‌جمهور پاکستان ایوب خان شروع به کار کرد؛ و اولین نماز در روز جمعه ۲۵ ژانویه ۱۹۶۳ برگزار شد.

## نگارخانه

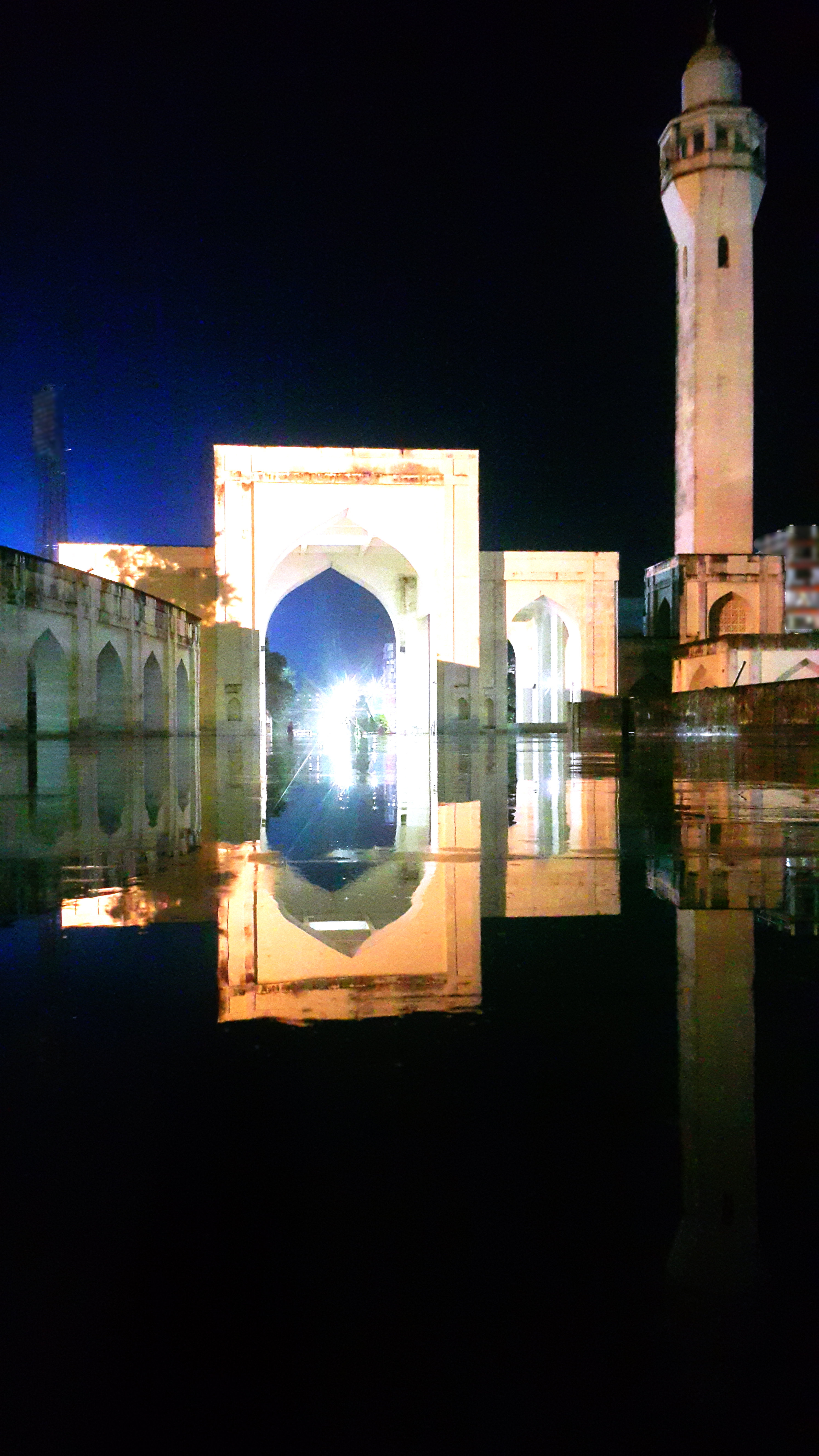
ورودی اصلی و مناره
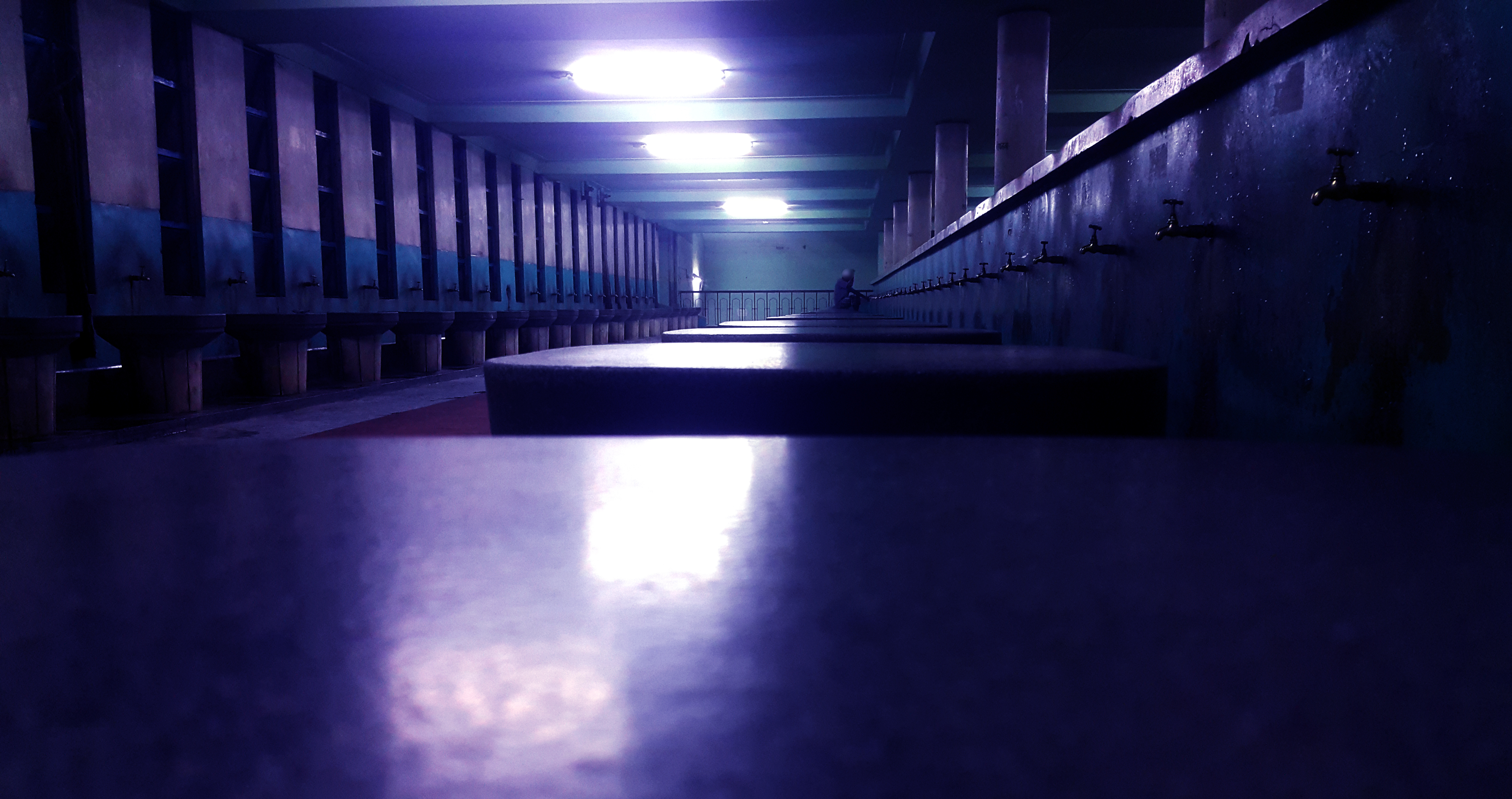
وضوخانه
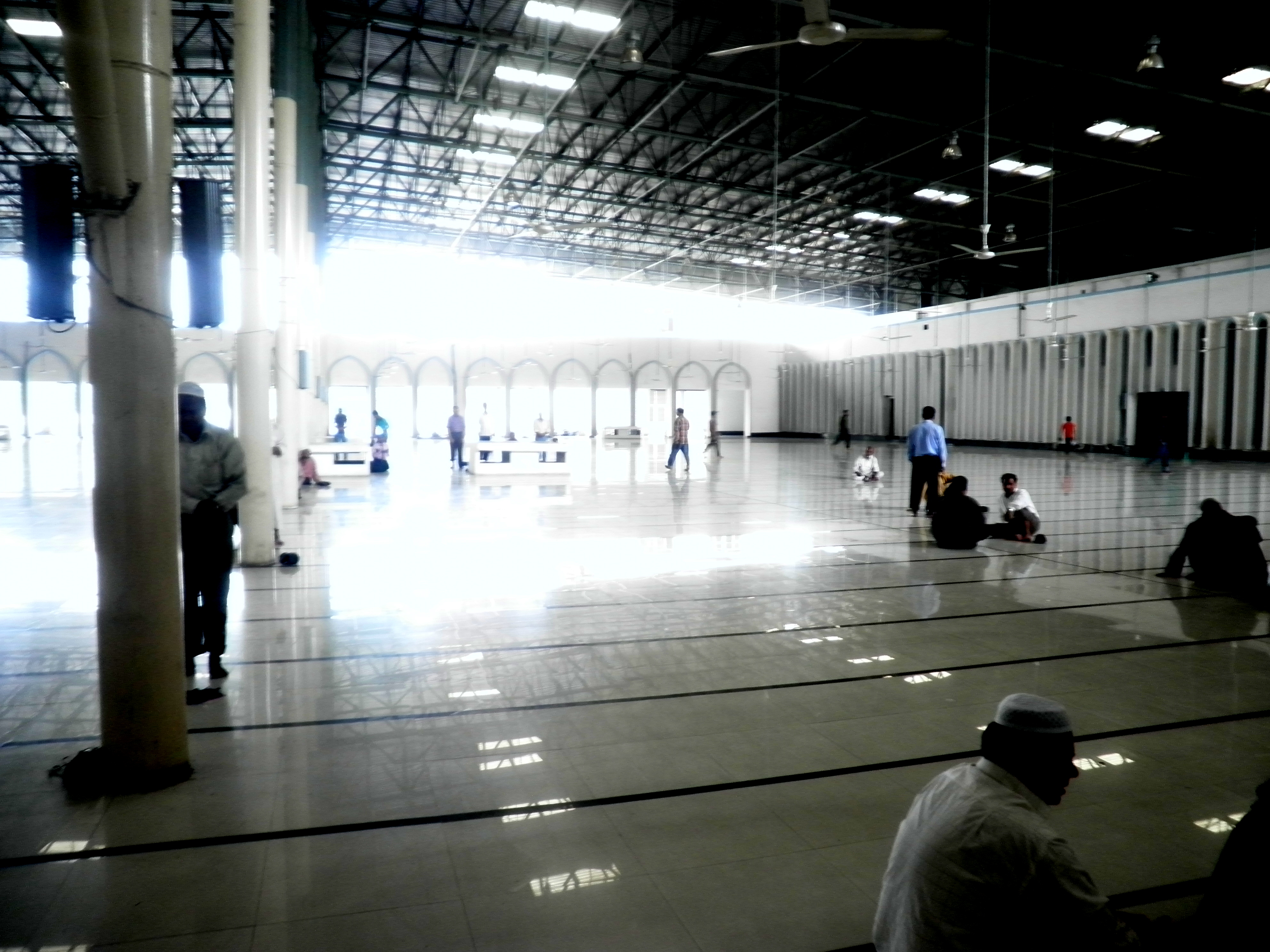
سقف ساخت جدید
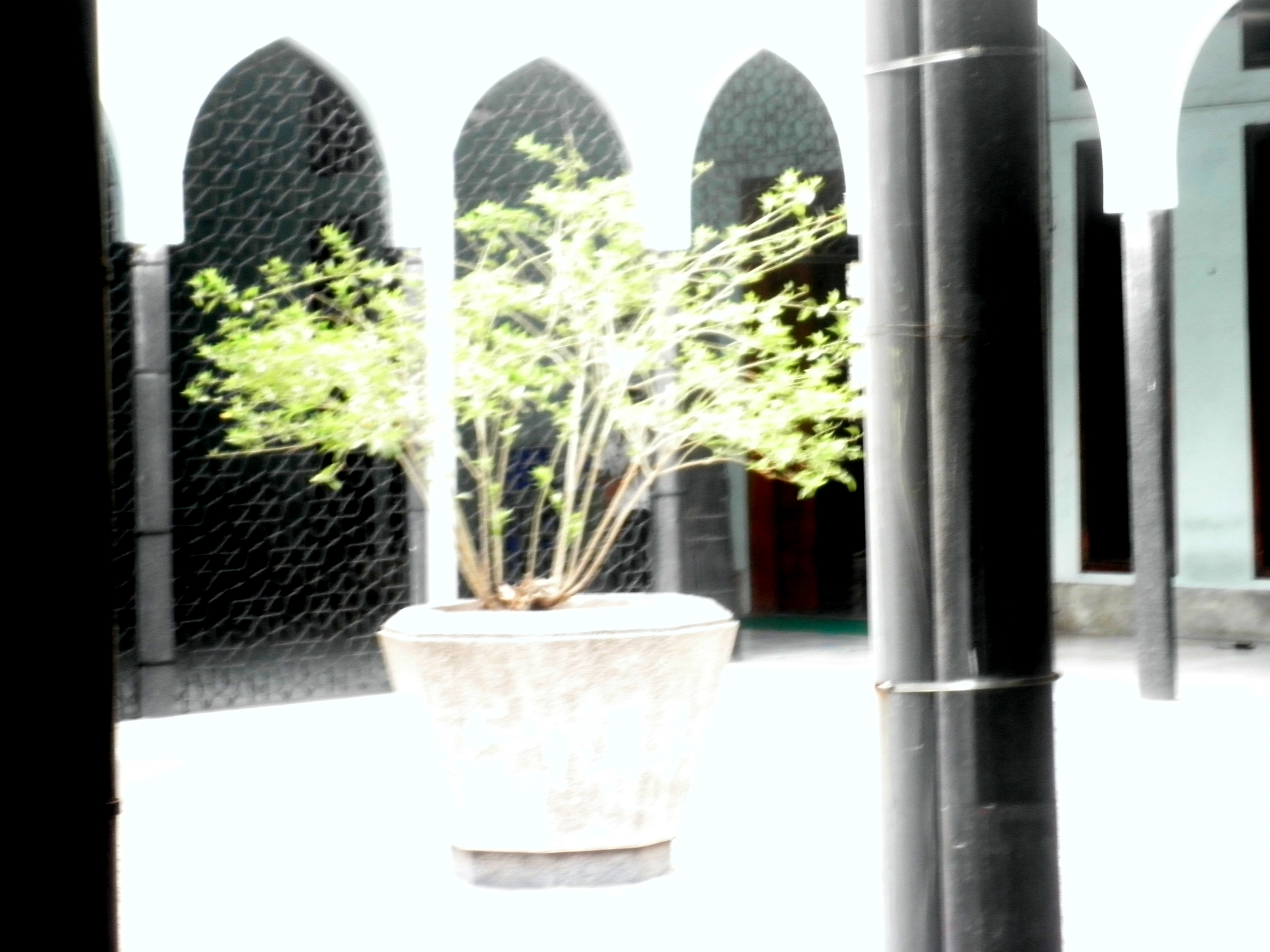
یک درخت درون مسجد
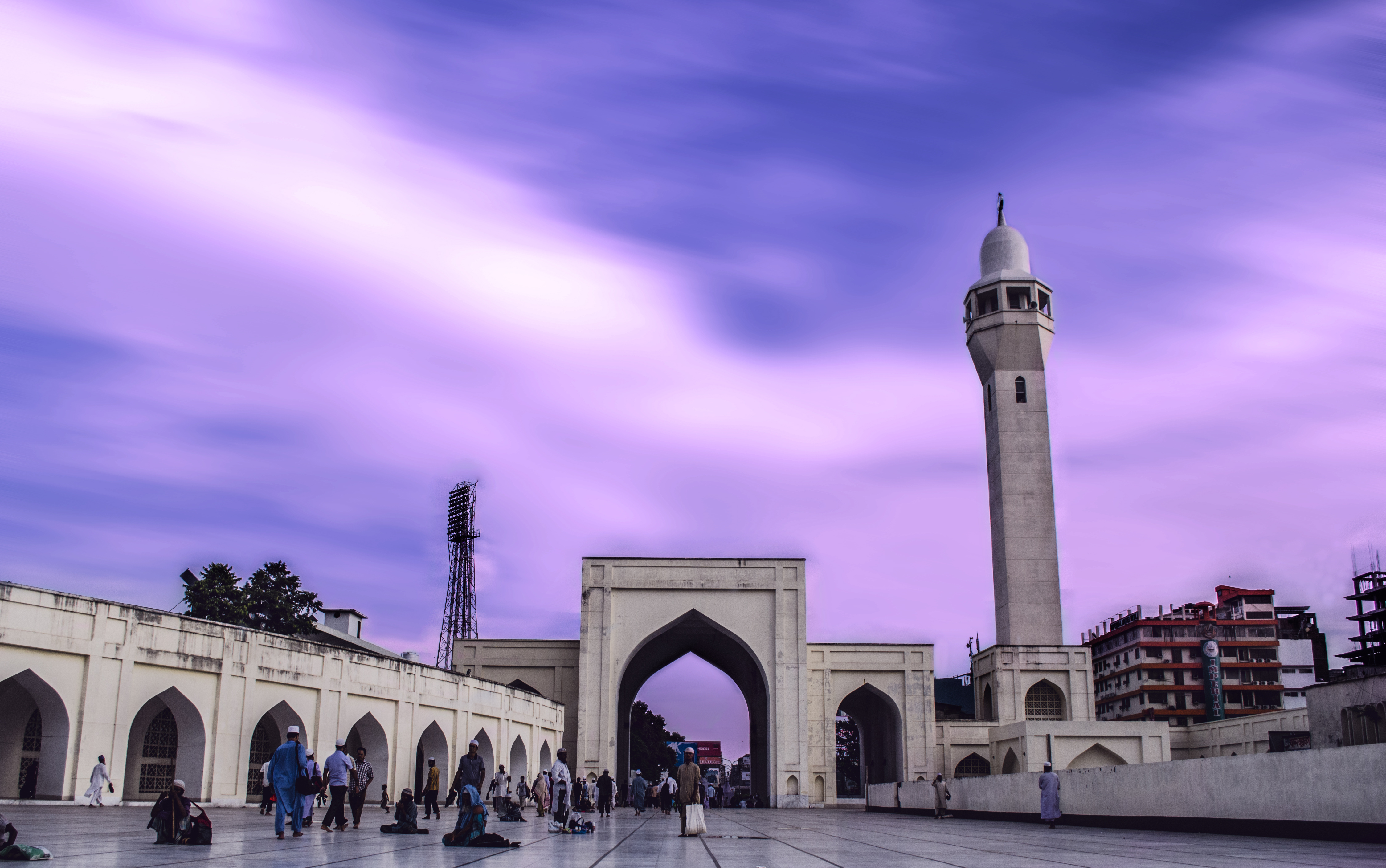
گسترش جدید مسجد
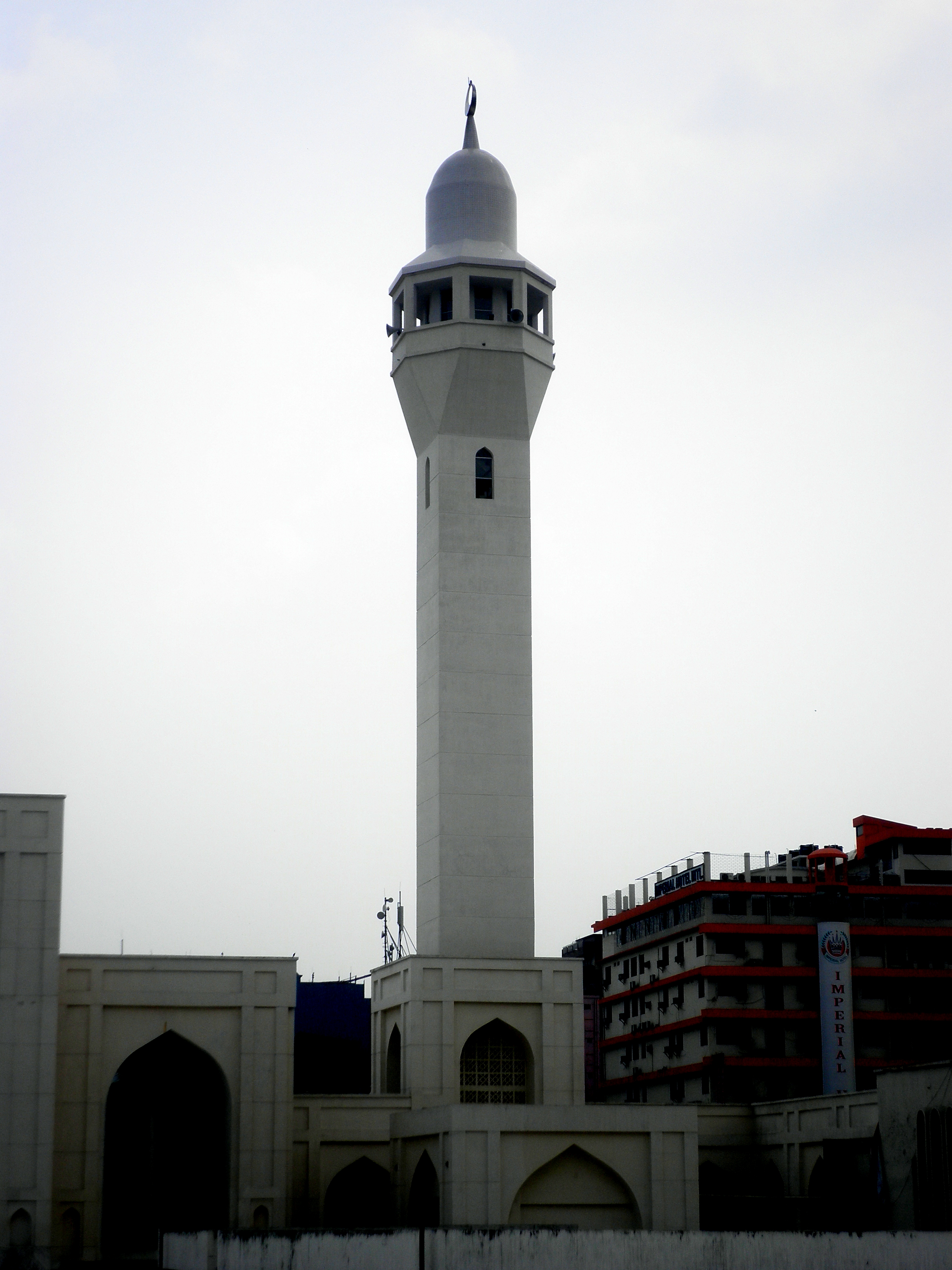
گسترش جدید مسجد
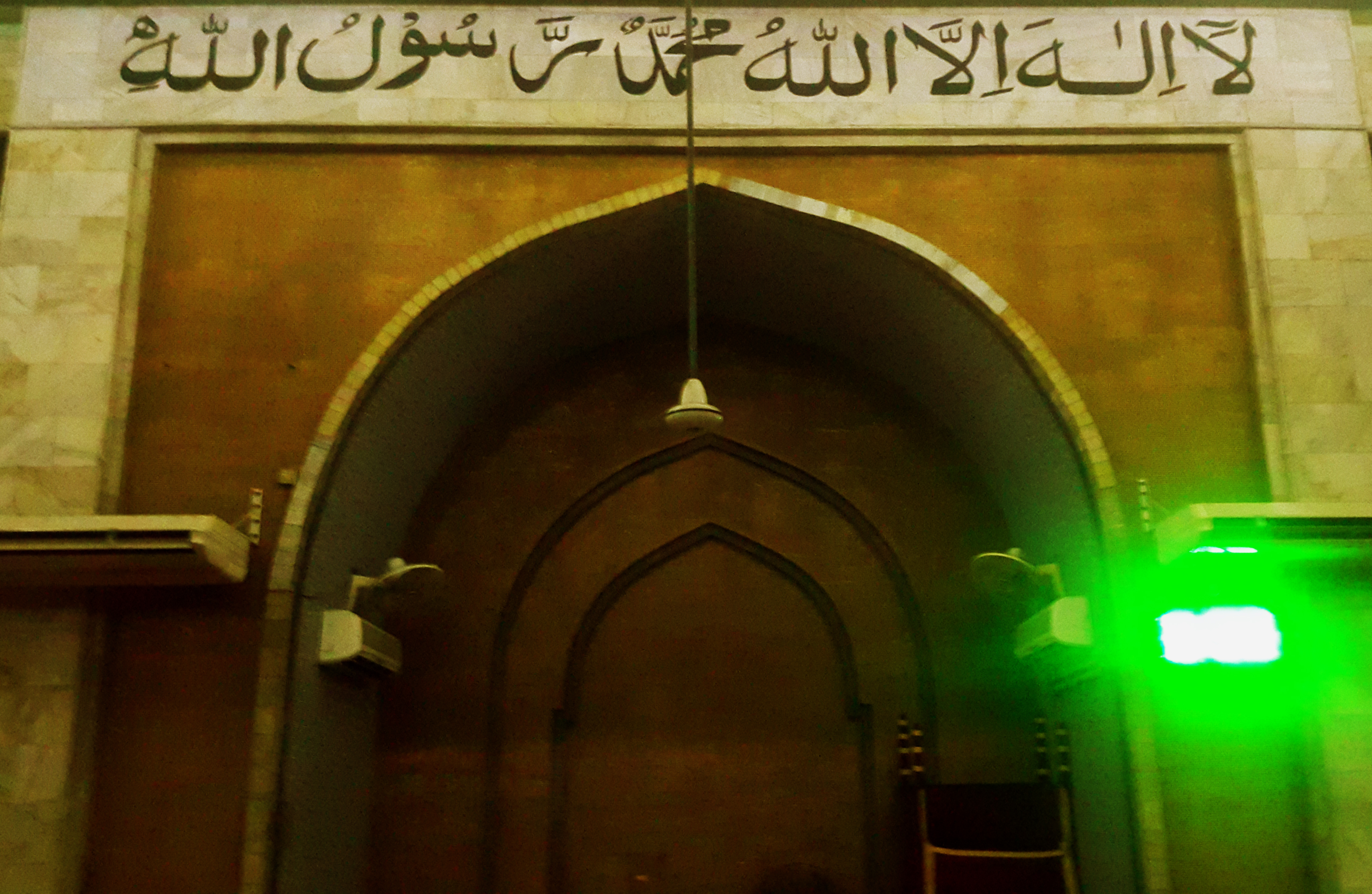
منبر و محراب مسجد
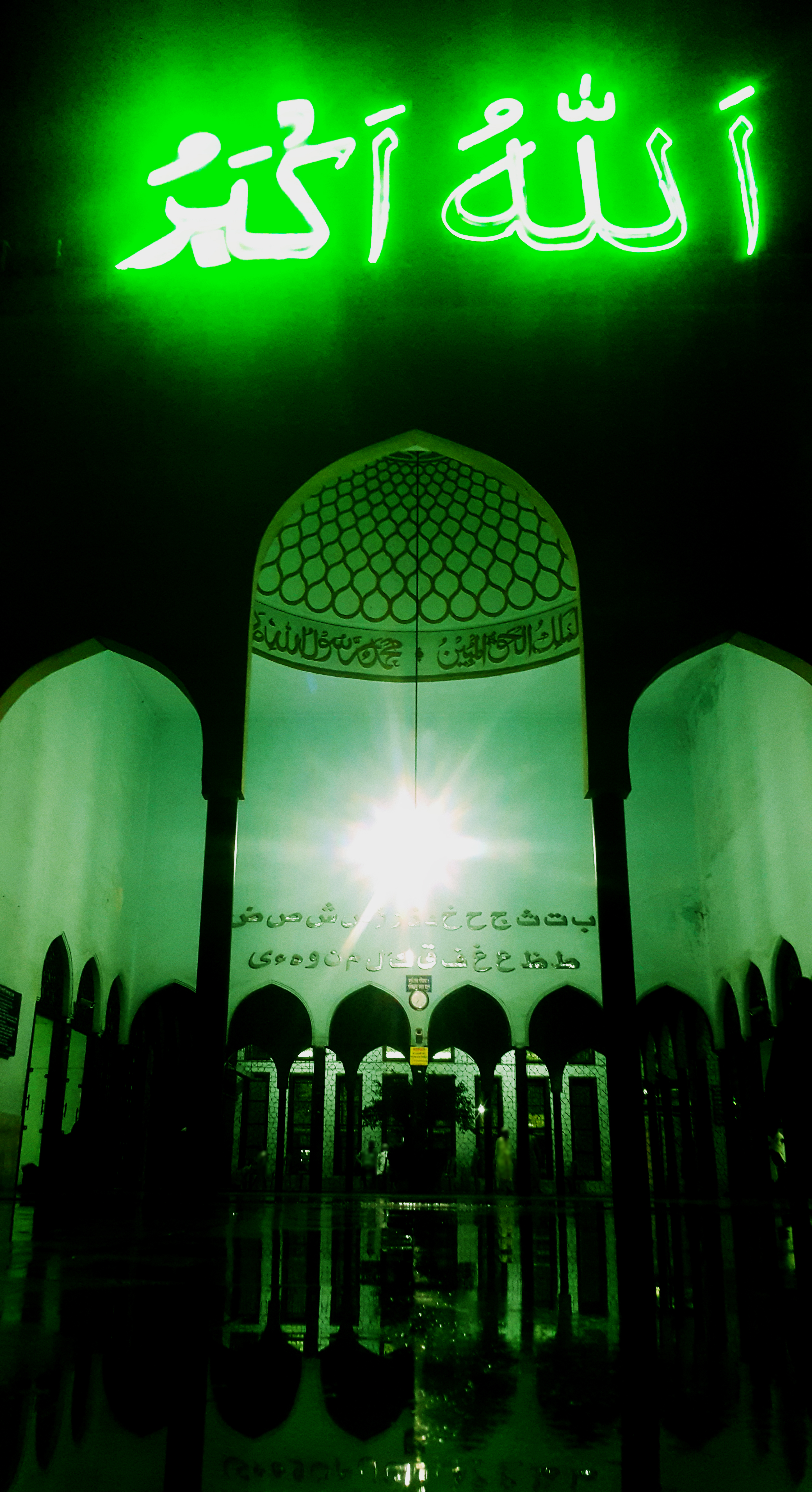
حوضچه‌های ورودی
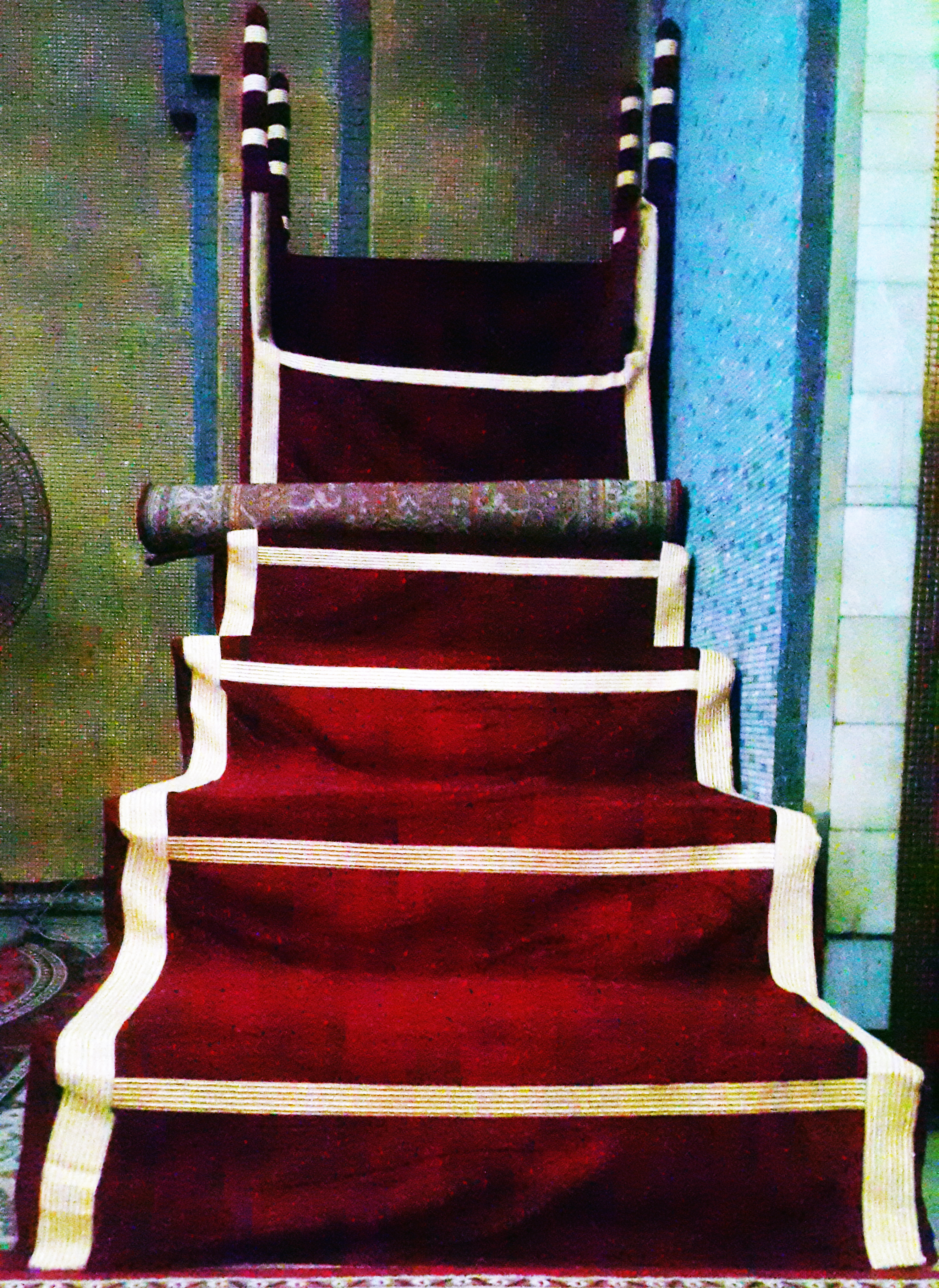
منبر
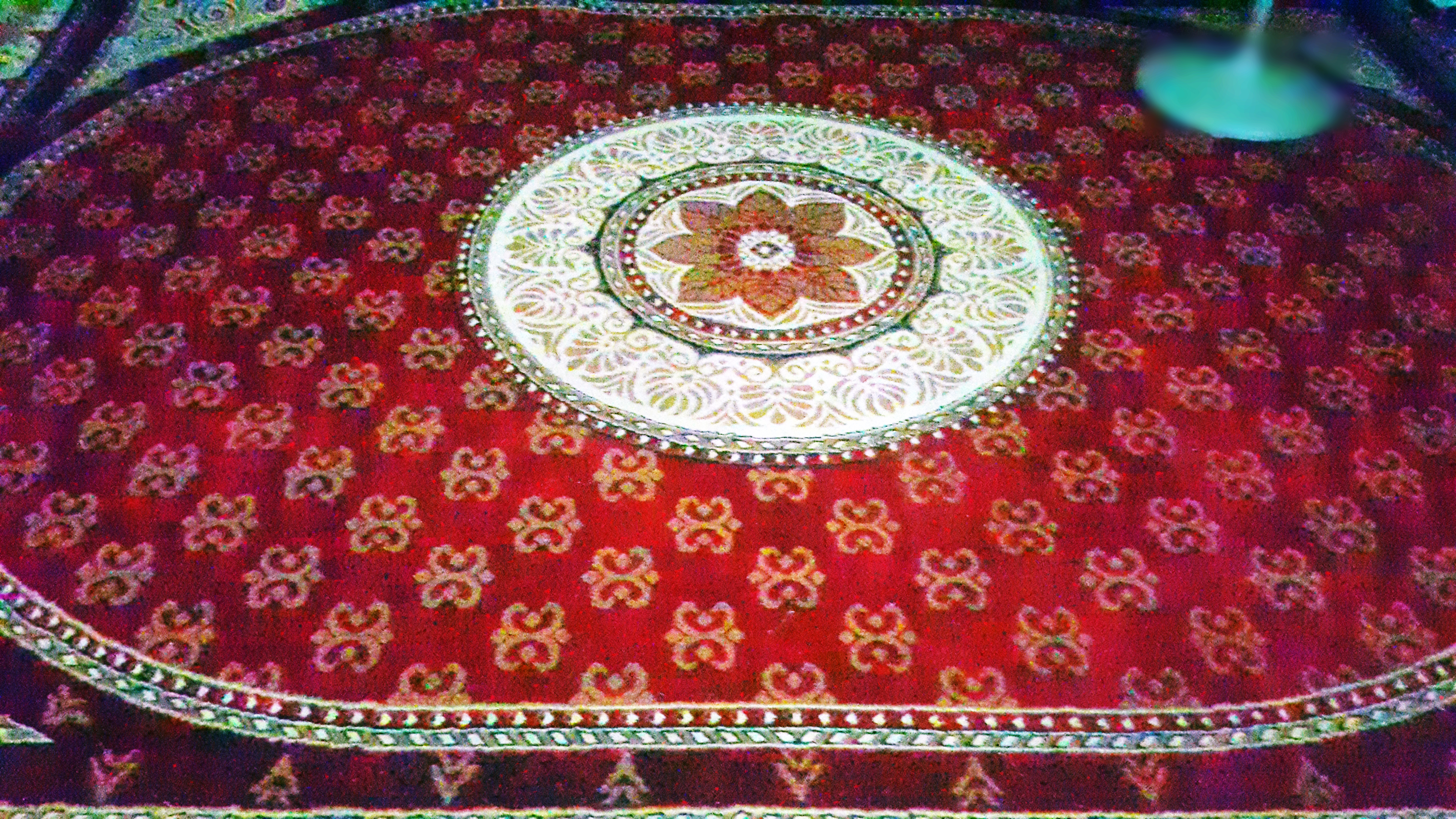
سجاده پیش‌نماز
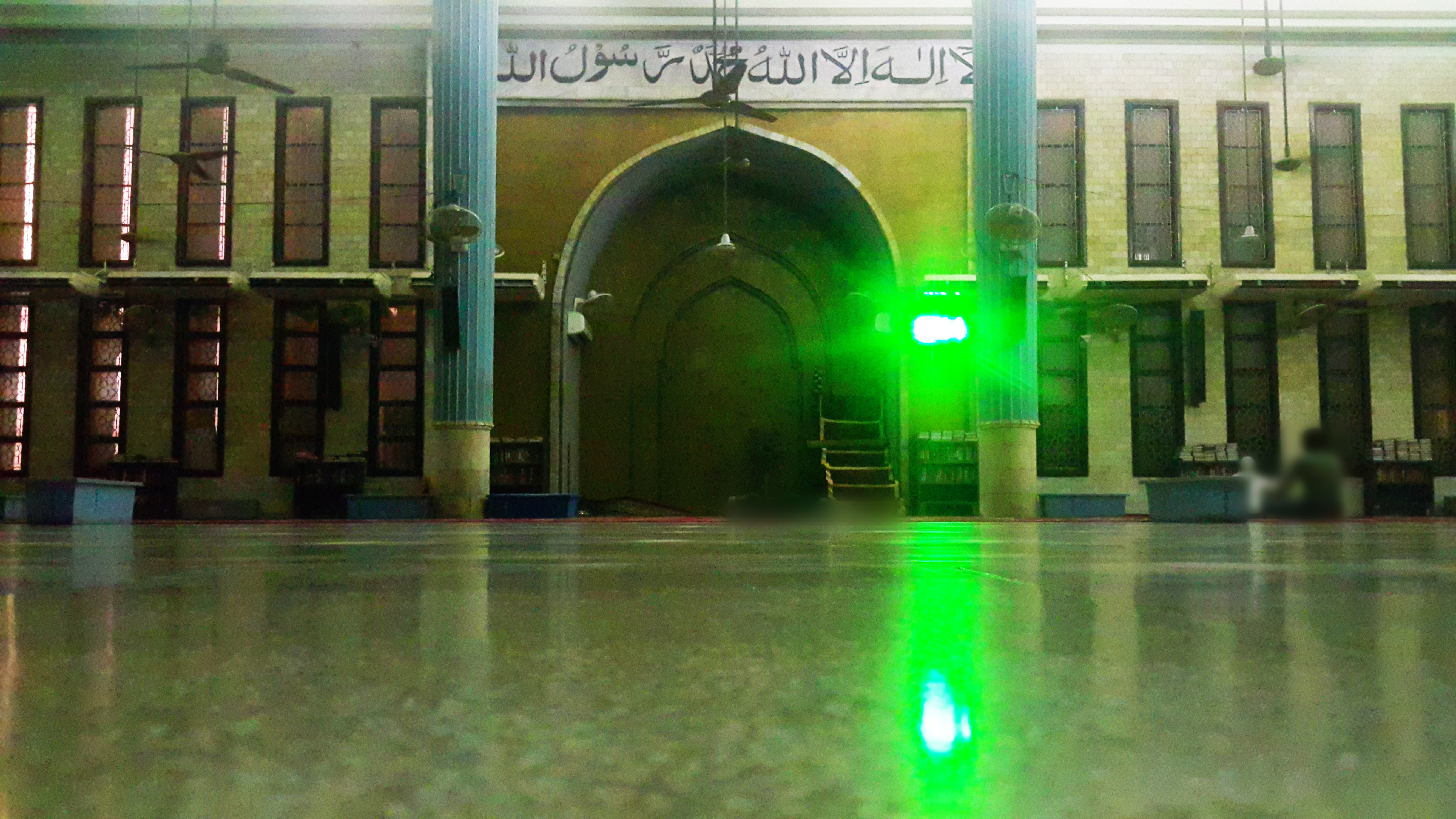
صحن داخلی مسجد
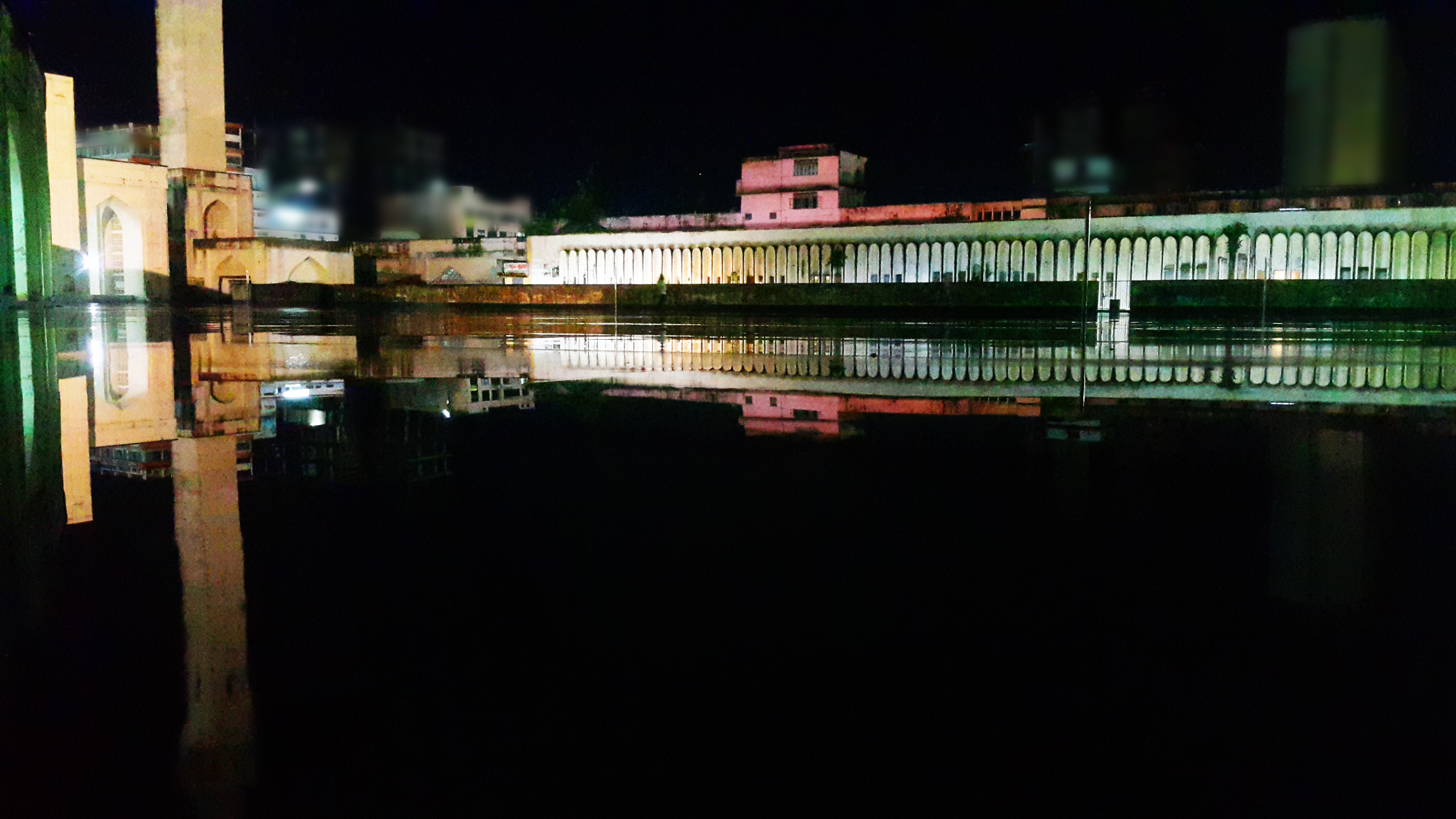
مناره سال ۲۰۰۸